# Tschechows Laden

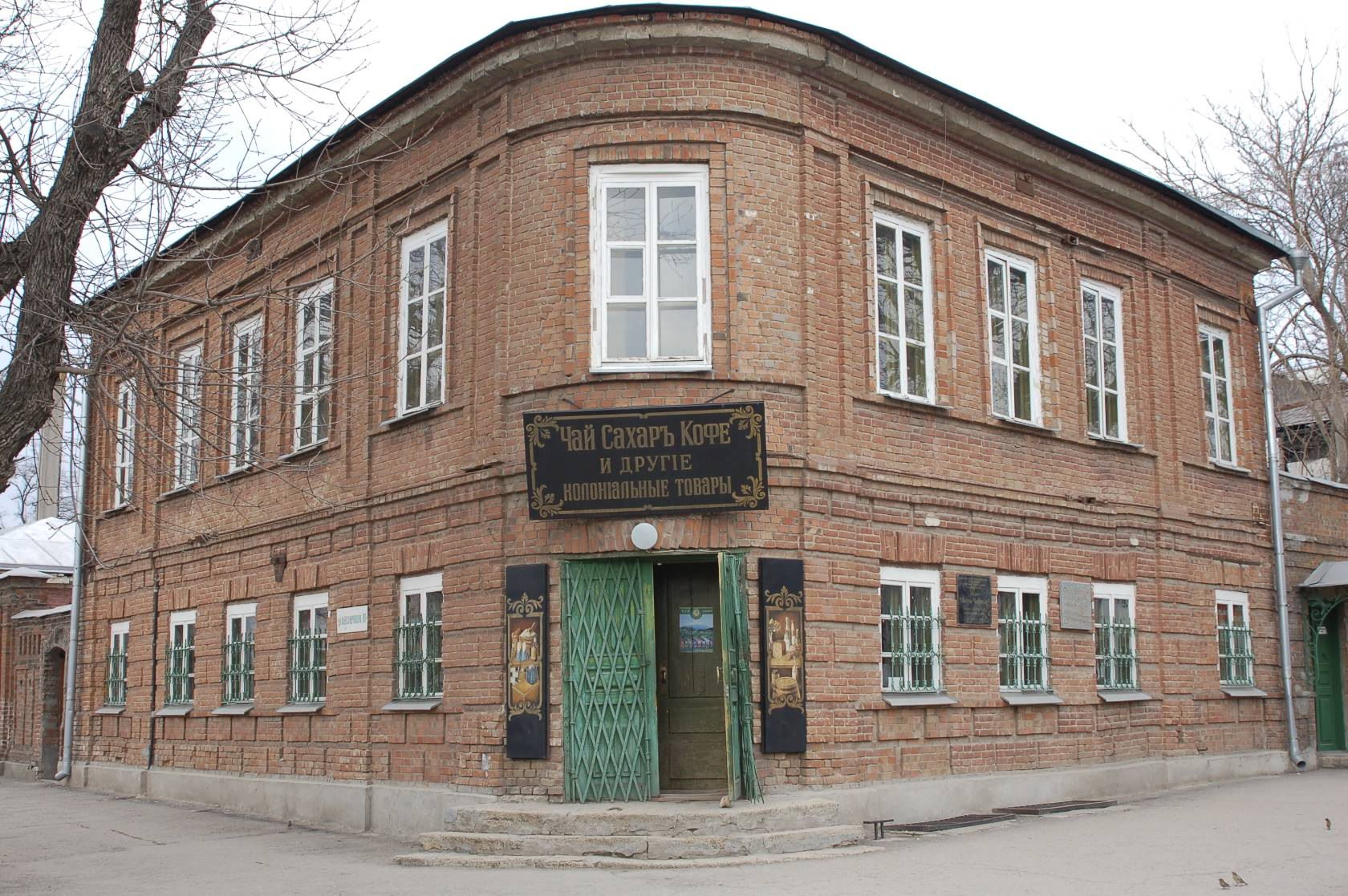
Das Taganroger Museum
Tschechows Laden

Tschechows Laden (russisch Лавка Чеховых, Lawka Tschechowych) in der Taganroger Alexanderstraße 100 ist seit dem 1. Januar 1975 als Tschechow-Museum eingerichtet. Der Gymnasiast Anton Tschechow bewohnte 1869 bis 1874 zusammen mit seinen Eltern und Geschwistern das Obergeschoss des rechts oben abgebildeten Hauses. Im Erdgeschoss betrieb der Vater Anton Tschechows ein Lebensmittelgeschäft. Der Vater hatte das in den 1840er Jahren erbaute Haus in den genannten Jahren gemietet. Über der Ladentür lud eine Tafel mit der Aufschrift „Tee, Zucker, Kaffee und andere Kolonialwaren“ den Käufer ein.
Die seit 1975 präsentierten Exponate, Familienfotos et cetera wollen laut Museumskonzept über die frühe Jugendzeit Anton Tschechows aussagen. Wenn der Vater in die Stadt gegangen war, musste auch der junge Anton beim Bedienen der Kunden aushelfen. Erinnerungen an Begegnungen mit der Kundschaft aus jenen Jahren habe der Schriftsteller später Stoff für seine Erzählungen Wanka, Schlafen!, Ein schwieriger Fall, Die Chorsänger, Der Bischof, Ein Familienvater und Schwere Naturen entnommen.
Am 13. Mai 2011 wurde vor dem Hause eine Skulptur enthüllt, die der Künstler Dawid Begalow nach Tschechows Der Dicke und der Dünne gestaltet hat.